# Джейран
Джейра́н (лат. Gazella subgutturosa) — парнокопытное млекопитающее из рода газелей семейства полорогих.

## Внешний вид
Длина тела 93—116 см, высота в холке — 60—75 см, весит 18—33 кг. У самцов лировидные рога чёрного цвета, около 30 см длиной, с поперечными кольцами. Самки безрогие; изредка имеют зачаточные рожки до 3—5 см длиной.
Окраска верха тела и боков песчаного оттенка. Низ тела, шея и внутренняя сторона ног белые. Зимний мех светлее, чем летний. Белое «зеркало», то есть пятно сзади, — небольшого размера. Хвост с чёрным концом. На бегу джейран поднимает хвост вертикально, и его чёрный конец резко выделяется на фоне белого «зеркала», за что джейран получил прозвание «чёрный хвост» («кара-куйрюк» у казахов, «хара-сульте» у монголов). 
У молодых джейранов лицевой узор в виде тёмно-коричневого пятна на переносице и двух тёмных полос, тянущихся от глаз к углам рта, ясно выражен; с возрастом он сглаживается.

## Распространение
Джейран встречается в пустынных и полупустынных областях Ирана, Афганистана, Западного Пакистана, Южной Монголии и Китая (Синьцзян, северный Тибет и Суйюань); Азербайджана, Грузии, Казахстана, Узбекистана, Таджикистана , Туркменистана, Кыргызстана. Алишер Навои упоминает джейранов в своем произведении «Семь планет», особо выделяя джейранов (жайран) из Хотана.
Исторический ареал джейрана включал юг российского Дагестана. Зимой 2019/2020 гг. джейран отмечен в Забайкальском крае у государственной границы с Монголией. От одной до нескольких особей зашли на территорию федерального заказника «Долина Дзерена» вместе со стадами мигрирующих дзеренов.
В XIX в. в Казахстане обитало несколько сотен тысяч джейранов. Численность в Республике Казахстан по годам:
|                                | 2006  | 2007  | 2008   | 2009   | 2010   | 2011   | 2012   | 2013   | 2014   | 2015   | 2016   | 2017   | 2018   | 2019   | 2020   | 2021   | 2022   |
| ------------------------------ | ----- | ----- | ------ | ------ | ------ | ------ | ------ | ------ | ------ | ------ | ------ | ------ | ------ | ------ | ------ | ------ | ------ |
| Джейран / Gazella subgutturosa | 8 893 | 9 601 | 12 446 | 13 222 | 13 246 | 16 300 | 13 872 | 12 888 | 12 994 | 13 197 | 13 218 | 13 727 | 14 055 | 14 391 | 14 656 | 14 894 | 15 089 |

## Социальная структура и размножение
Самки приносят первое потомство в возрасте от 1 года до 2 лет. Течка длится с конца октября по декабрь включительно. В период гона они держатся группами по 3—5 особей во главе со взрослым самцом, прогоняющим молодых. Между самцами происходят турнирные поединки.
Детёныши рождаются весной (апрель-май), они ведут скрытый образ жизни — неподвижно лежат, прячась под кустами.
В норме взрослая самка приносит двух детёнышей, молодые — по одному.

## Подвиды
Различают 4 подвида джейрана (Gazella subgutturosa), выделяемые в настоящее время некоторыми исследователями в отдельные виды:
- G. subgutturosa subgutturosa[11] — персидский джейран[10], обитает в Грузии немного и в основном в Азербайджане, степях восточного Закавказья;
- G. subgutturosa gracilicornis[10] — туркменский джейран[10], Туркменистан, Казахстан восточнее озера Балхаш, Таджикистан, возможно, Узбекистан[10];
- G. subgutturosa marica[11] — аравийский джейран[10], Аравийский полуостров[10] (выделен в отдельный вид);
- G. subgutturosa yarkandensis[11] — монгольский джейран[10], или яркендский джейран[10], степи, полупустыни, пустыни и альпийские луга Монголии, северного и северо-западного Китая[10];
- G. subgutturosa hillieriana[11] — пустыня Гоби, при выделении предыдущих подвидов в самостоятельные виды считается подвидом монгольского джейрана (G. yarkandensis hillieriana)[10].

## Статус популяции и охрана
В прошлом джейран был излюбленным объектом охоты. Он представлял собой один из основных источников мяса для чабанов Южного Казахстана и Средней Азии. В настоящее время охота на джейрана повсеместно запрещена. Он включён в Красную книгу МСОП как редкое и исчезающее животное.
Чтобы привлечь внимание к джейранам, с 2012 года в рамках международного фестиваля искусства «Девичья башня» художники из различных стран украшают росписями специально изготовленные  макеты этих животных.
В Казахстане в 70-е годы их насчитывали только несколько тысяч особей. Основные причины падения численности — периодические джуты (массовый падеж скота).
По сведениям Комитета лесного хозяйства и животного мира Министерства экологии и природных ресурсов Республики Казахстан численность джейрана в Казахстане постепенно увеличивается:
- 2017 год -  13,7 тысяч голов;
- 2022 год -  15 тысяч.

В начале 2000-х годов общее мировое поголовье джейрана составляло 120-140 тысяч особей. Международный статус джейрана — Уязвимый вид (Vulnerable A2acd).

## Джейран на почтовых марках и монетах
- Марка СССР. 1985 год
- Блок почтовых марок Казахстана. 2004 год
- Почтовая марка Азербайджана. 2014 год
- Монета Банка России. Серия «Красная книга». 50 рублей, реверс

- Монета Банка России. Серия «Красная книга», серебро, 1 рубль, 1997 год
- Памятная монета Республики Казахстан. Серия «Красная книга Казахстана». 500 тенге, реверс. Серебро 925

## Фильмография
- Куда уходят джейраны. ЦентрНаучФильм СССР. 1988. Альманах кинопутешествий. № 233